# Romosozumab
Romosozumab ist ein monoklonaler Antikörper, welcher über eine Hemmung von Sklerostin den Knochenaufbau fördert (osteoanabole Wirkung) bzw. den Knochenabbau hemmt (antiresorptive Wirkung). Er wird zur Therapie der Osteoporose („Knochenschwund“) eingesetzt. Unter dem Namen Evenity ist Romosozumab seit 2019 in der EU zugelassen.

## Anwendungsgebiete
Romosozumab wird zur Behandlung der Osteoporose bei postmenopausalen Frauen mit deutlich erhöhtem Frakturrisiko eingesetzt. In einer Studie konnte eine erhebliche Risikoreduktion für das Auftreten von Wirbelkörperfrakturen nach einer einjährigen Therapie festgestellt werden, wobei der Effekt durch die anschließende Gabe einer antiresorptiven Therapie mit Denosumab erhalten blieb. Auch im Vergleich mit einer Bisphosphonat-Therapie (Alendronsäure) konnte eine Risikoreduktion um circa 50 % festgestellt werden.
Romosozumab wird zweimal im Monat subkutan appliziert. Die Therapiedauer ist auf zwölf Monate begrenzt; anschließend soll eine antiresorptive Therapie erfolgen.

## Nebenwirkungen
Häufige Nebenwirkungen sind grippeähnliche Symptome, Kopfschmerzen, Gelenkschmerzen und Reaktionen an der Injektionsstelle. Romosozumab kann das Risiko für einen Herzinfarkt, einen Schlaganfall oder das Auftreten weiterer kardiovaskulärer Erkrankungen erhöhen. Aus diesem Grund soll das Romosozumab nicht bei Patienten mit vorangegangen kardiovaskulären Ereignissen eingesetzt werden. Im Rahmen der Therapie kann eine Hypokalziämie entstehen, weshalb regelmäßige Laborkontrollen empfohlen werden. Zudem besteht das Risiko für das Auftreten von Kiefernekrosen.

## Kontraindikationen und Anwendungsbeschränkungen
Nicht angewendet werden darf Romosozumab  bei:
- Hypokalzämie
- Herzinfarkt oder Schlaganfall in der Vorgeschichte

Besonderer Überwachung bedürfen Patienten mit fortgeschrittener Niereninsuffizienz oder mit einer Osteonekrose des Kiefers in der Vorgeschichte.